# Emblemariopsis bahamensis
Emblemariopsis bahamensis är en fiskart som beskrevs av Stephens, 1961. Emblemariopsis bahamensis ingår i släktet Emblemariopsis och familjen Chaenopsidae. Inga underarter finns listade i Catalogue of Life.